# Château de la Caunette
Le château de la Caunette est un château situé à Lastours, en France.

## Localisation
Le château est situé sur la commune de Lastours, dans le département français de l'Aude en Occitanie.

## Historique
L'édifice est inscrit partiellement au titre des monuments historiques en 1948 (Fenêtres et portes anciennes des quatre façades, tour carrée Sud-Est et tourelle d'escalier carrée Nord-Ouest).